# Bundesliga niemiecka w piłce nożnej (1991/1992)
Bundesliga niemiecka w piłce nożnej 1991/1992 – 29. edycja najwyższych w hierarchii rozgrywek ligowych niemieckiej klubowej piłki nożnej. Tytułu mistrzowskiego bronił 1. FC Kaiserslautern. Nowym mistrzem został VfB Stuttgart.

## Zespoły
| Uczestnicy poprzedniej edycji                                                                                 | Uczestnicy poprzedniej edycji | Uczestnicy poprzedniej edycji | Uczestnicy poprzedniej edycji |
| --- | ----------------------------- | ----------------------------- | ----------------------------- |
| KAI | 1. FC Kaiserslautern          | 1                             |                               |
| BMU | Bayern Monachium              | 2                             |                               |
| WER | Werder Brema                  | 3                             |                               |
| FRA | Eintracht Frankfurt           | 4                             |                               |
| HSV | Hamburger SV                  | 5                             |                               |
| STU | VfB Stuttgart                 | 6                             |                               |
| KÖL | 1. FC Köln                    | 7                             |                               |
| LEV | Bayer Leverkusen              | 8                             |                               |
| MGL | Borussia Mönchengladbach      | 9                             |                               |
| DOR | Borussia Dortmund             | 10                            |                               |
| WAT | SG Wattenscheid               | 11                            |                               |
| FOR | Fortuna Düsseldorf            | 12                            |                               |
| KAR | Karlsruher SC                 | 13                            |                               |
| BOC | VfL Bochum                    | 14                            |                               |
| NUR | 1. FC Nürnberg                | 15                            |                               |
| Awans z 2. Bundesligi 1990/1991                                                                               |                               |                               |                               |
| S04 | FC Schalke 04                 | 1                             |                               |
| DUI | MSV Duisburg                  | 2                             |                               |
| STK | Stuttgarter Kickers           | 32                            |                               |
| Oznaczenia: - kolumna pierwsza – skróty nazw drużyn, - kolumna trzecia – miejsce zajęte w poprzednim sezonie. |                               |                               |                               |

| Uczestnicy dołączeni do ligi | Uczestnicy dołączeni do ligi | Uczestnicy dołączeni do ligi |
| ---------------------------- | ---------------------------- | ---------------------------- |
| ROS                          | Hansa Rostock                | -2                           |
| DRE                          | Dynamo Drezno                | -2                           |

Objaśnienia:
1. Stuttgarter Kickers wygrał baraże o awans do Bundesligi z FC St. Pauli.
2. W związku ze zjednoczeniem Niemiec i połączeniem obu systemów ligowych Hansa Rostock i Dynamo Drezno zostały dokooptowane do Bundesligi jako 2 najlepsze zespoły DDR-Oberligi (w sezonie 1990/1991 pod nazwą NOFV-Oberliga) w poprzednim sezonie.

## Tabela
|     | Klub                     | M  | Z  | R  | P  | Bramki | Bilans | Punkty |
| --- | ------------------------ | -- | -- | -- | -- | ------ | ------ | ------ |
| 1.  | VfB Stuttgart            | 38 | 21 | 10 | 7  | 62:32  | +30    | 52     |
| 2.  | Borussia Dortmund        | 38 | 20 | 12 | 6  | 66:47  | +19    | 52     |
| 3.  | Eintracht Frankfurt      | 38 | 18 | 14 | 6  | 76:41  | +35    | 50     |
| 4.  | 1. FC Köln               | 38 | 13 | 18 | 7  | 58:41  | +17    | 44     |
| 5.  | 1. FC Kaiserslautern     | 38 | 17 | 10 | 11 | 58:42  | +16    | 44     |
| 6.  | Bayer 04 Leverkusen      | 38 | 15 | 13 | 10 | 53:39  | +14    | 43     |
| 7.  | 1. FC Nürnberg           | 38 | 18 | 7  | 13 | 54:51  | +3     | 43     |
| 8.  | Karlsruher SC            | 38 | 16 | 9  | 13 | 48:50  | -2     | 41     |
| 9.  | Werder Brema             | 38 | 11 | 16 | 11 | 44:45  | -1     | 38     |
| 10. | Bayern Monachium         | 38 | 13 | 10 | 15 | 59:61  | -2     | 36     |
| 11. | FC Schalke 04            | 38 | 11 | 12 | 15 | 45:45  | 0      | 34     |
| 12. | Hamburger SV             | 38 | 9  | 16 | 13 | 32:43  | -11    | 34     |
| 13. | Borussia Mönchengladbach | 38 | 10 | 14 | 14 | 37:49  | -12    | 34     |
| 14. | Dynamo Drezno            | 38 | 12 | 10 | 16 | 34:50  | -16    | 34     |
| 15. | VfL Bochum               | 38 | 10 | 13 | 15 | 38:55  | -17    | 33     |
| 16. | SG Wattenscheid 09       | 38 | 9  | 14 | 15 | 50:60  | -10    | 32     |
| 17. | Stuttgarter Kickers      | 38 | 10 | 11 | 17 | 53:64  | -11    | 31     |
| 18. | Hansa Rostock            | 38 | 10 | 11 | 17 | 43:55  | -12    | 31     |
| 19. | MSV Duisburg             | 38 | 7  | 16 | 15 | 43:55  | -12    | 30     |
| 20. | Fortuna Düsseldorf       | 38 | 6  | 12 | 20 | 41:69  | -28    | 24     |

## Najlepsi strzelcy
| Poz. | Zawodnik           | Klub                | Bramki |
| ---- | ------------------ | ------------------- | ------ |
| 1    | Fritz Walter       | VfB Stuttgart       | 22     |
| 2    | Stéphane Chapuisat | Borussia Dortmund   | 20     |
| 3    | Roland Wohlfarth   | Bayern Monachium    | 17     |
| 4    | Anthony Yeboah     | Eintracht Frankfurt | 15     |
| 5    | Lothar Sippel      | Eintracht Frankfurt | 14     |

## Kadra VfB Stuttgart
Eike Immel, Eberhard Trautner; Guido Buchwald, Slobodan Dubajić, Michael Frontzeck, Nils Schmäler, Thomas Schneider, Günther Schäfer, Alexander Strehmel; Andreas Buck, Maurizio Gaudino, Marc Kienle, Ludwig Kögl, Matthias Sammer, Jovica Simanić; Manfred Kastl, Olaf Schmäler, Eyjólfur Sverrisson, Fritz Walter.
- Trener: Christoph Daum